# Nannylund

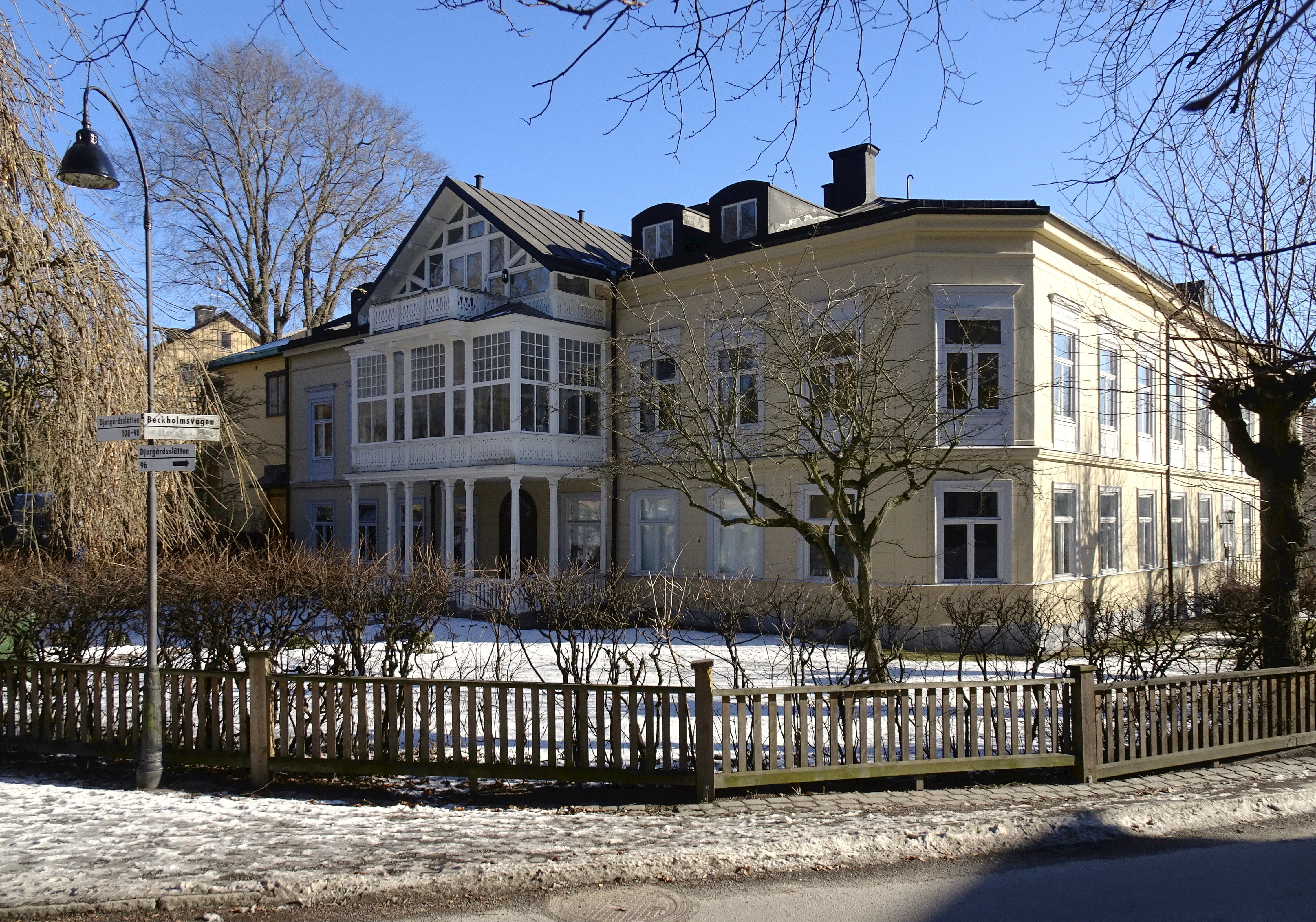
Nannylunds huvudbyggnad, 2017.

Nannylund är en flerfamiljsvilla vid Djurgårdsslätten 98 på Södra Djurgården i Stockholm. Till Nannylund hör, utöver villan, flera mindre hus längs med Beckholmsvägen, bland dem "Dockhuset". Husen är grönklassade av Stadsmuseet i Stockholm, vilket betyder att bebyggelsen är särskilt värdefull från historisk, kulturhistorisk, miljömässig eller konstnärlig synpunkt.

## Historik

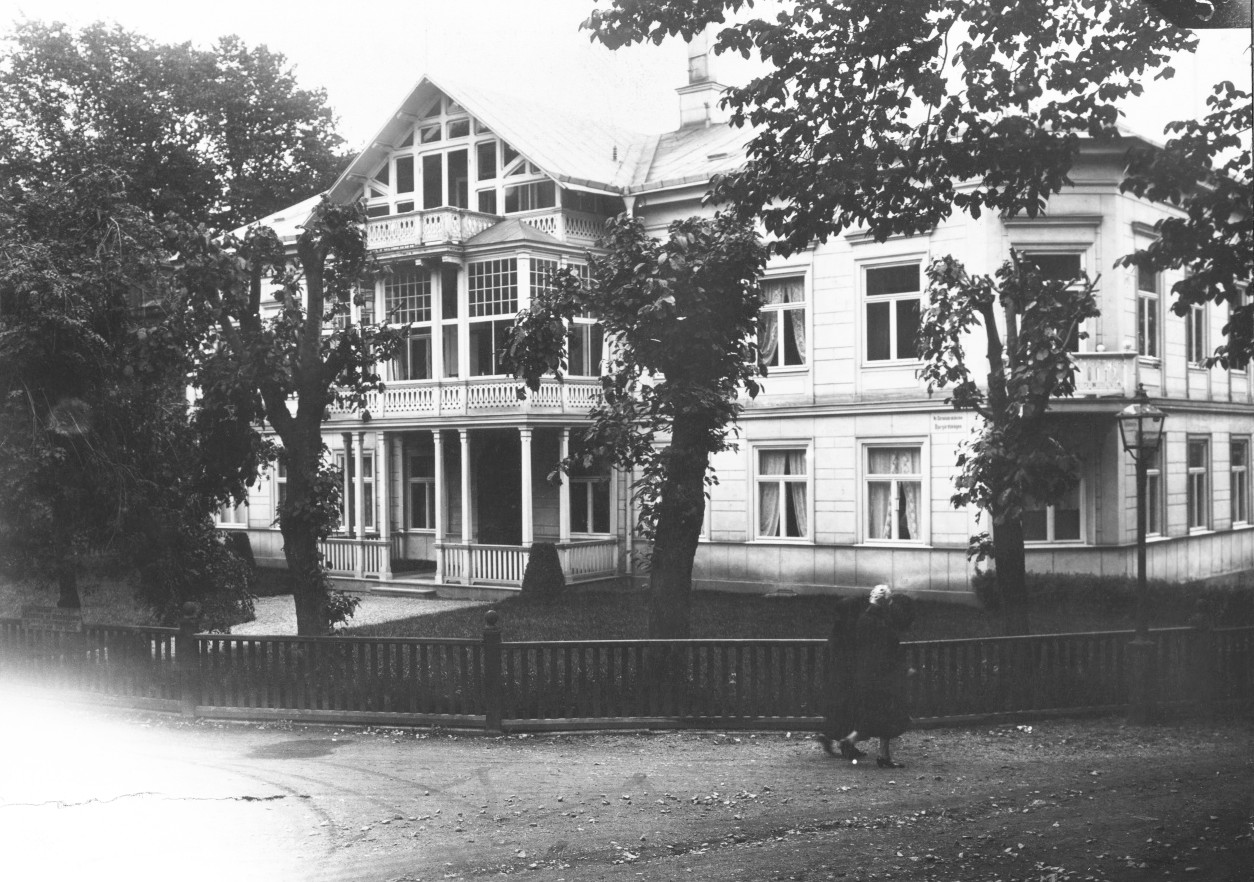
Nannylunds huvudbyggnad, cirka 1925.

Nannylund ligger längst västerut i området Alberget och tomten hade tidigare beteckningen Alberget 1. Här bodde huvudsakligen sjöfolk med anknytning till närbelägna Djurgårdsvarvet. En av de äldsta kända ägarna av tomten var sjökaptenen H. Heijenberg som bodde här på 1730-talet.
Under 1800-talets början ägdes Alberget 1 av sjökaptenen Ahlbom, som vid sidan om sitt vanliga yrke bedrev ett tvål- och såpkokeri på tomten, vilket var igång fram till 1844. På den tiden kallades stället inte Nannylund utan kort Ahlboms. Hans sterbhus sålde egendomen 1844 till en annan sjökapten, Pehr Falk. 1859 ägdes fastigheten (Stärkelsebruket 1 & 2) av grosshandlare Johan Anders Wennberg, som enligt Brandförsäkringsverket efter omfattande renovering och tillbyggnader - bland annat en ny balkong på 5x12 alnar - lät höja försäkringsvärdet till 56 000 kronor. Efter några snabba egendomsskiften blev bokbindaren Fredrik Svanberg ägare 1863. Under hans tid brann stället ner till grunden och återuppbyggdes 1870, varvid byggnaden fick en praktfull veranda i schweizerstil som fortfarande finns kvar. Vid den tiden uppstod även namnet Nannylund (eller möjligen Fannylund) som enligt Björn Hasselblad (Djurgårdsvandringar) var förnamnet av någon av de tidigare ägarnas hustrur eller döttrar. Enligt en annan teori hette en av Pehr Falks döttrar Nanny.

## Boende
Nannylund har flera hyreslägenheter. En av dem beboddes under vinterhalvåret 1882 av August Strindberg. Här kunde han arbeta ostörd. De historiska berättelserna i första delen av novellsamlingen Svenska öden och äventyr tillkom här. Även författaren Vilhelm Ekelund bodde här en kortare period och författaren Lars Göransson växte upp i villan. En annan känd person som bodde här fram till sin död 1885 var bedragerskan Helga de la Brache. Bland senare ägare kan nämnas skeppsredaren Olof August Brodin och sonen kommendörkaptenen Gustaf Leopold Brodin (född 1872) som förvärvade Nannylund 1910.

## Dockhuset
Till Nannylund hör även byggnaden Dockhuset som ligger vid Beckholmsvägen strax före Beckholmsbron. Det gråmålade trähuset har en takmonterad glasveranda mot söder. Här låg förr ett kafé med namnet Dockhuset. Huset byggdes sedermera om till bostäder. Söder om Dockhuset ligger en båtuppläggningsplats för Djurgårdsbrunnsvikens Motorbåtsklubb.

## Bilder

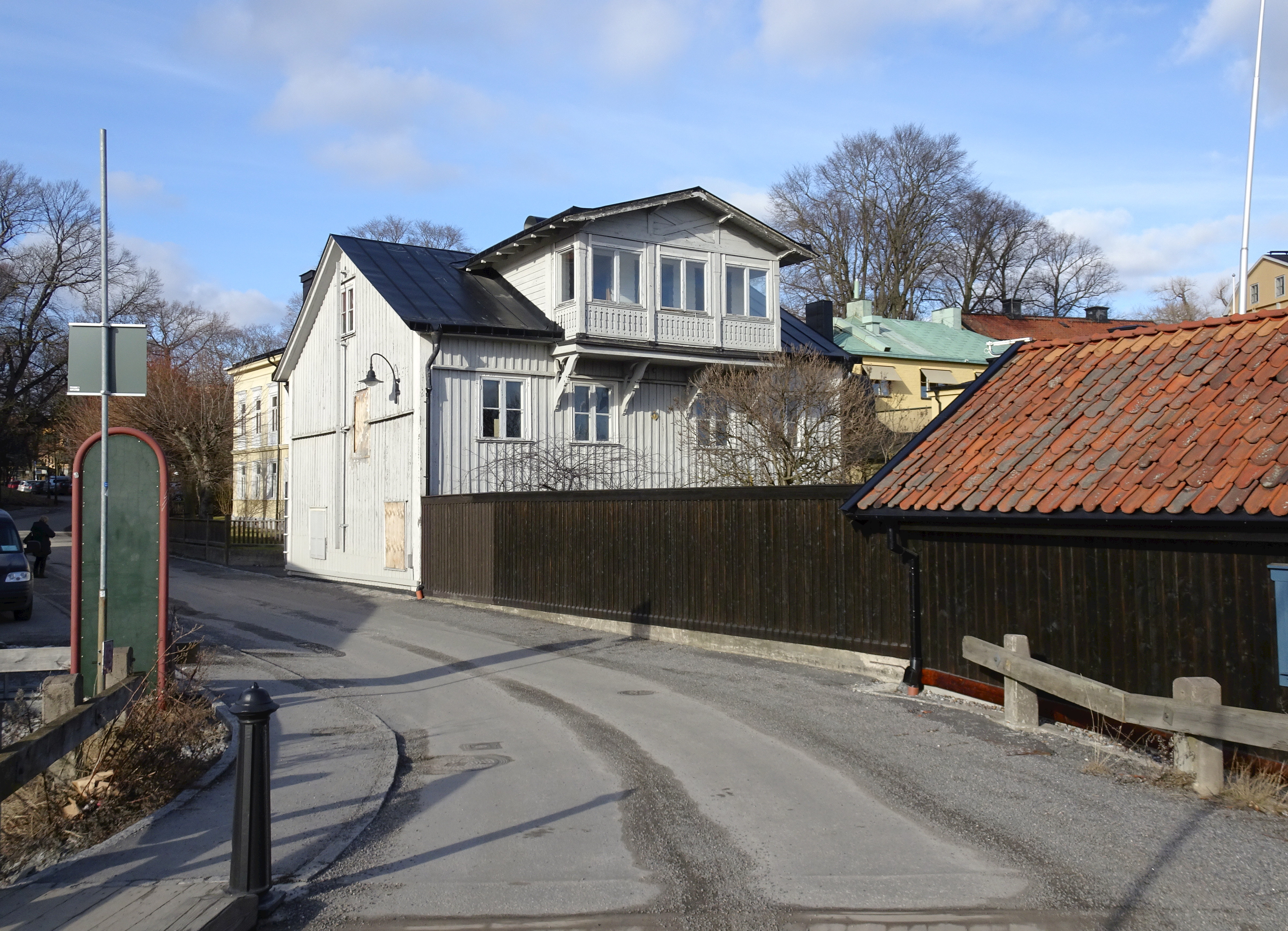
"Dockskåpet", sett från Beckholmsbron.
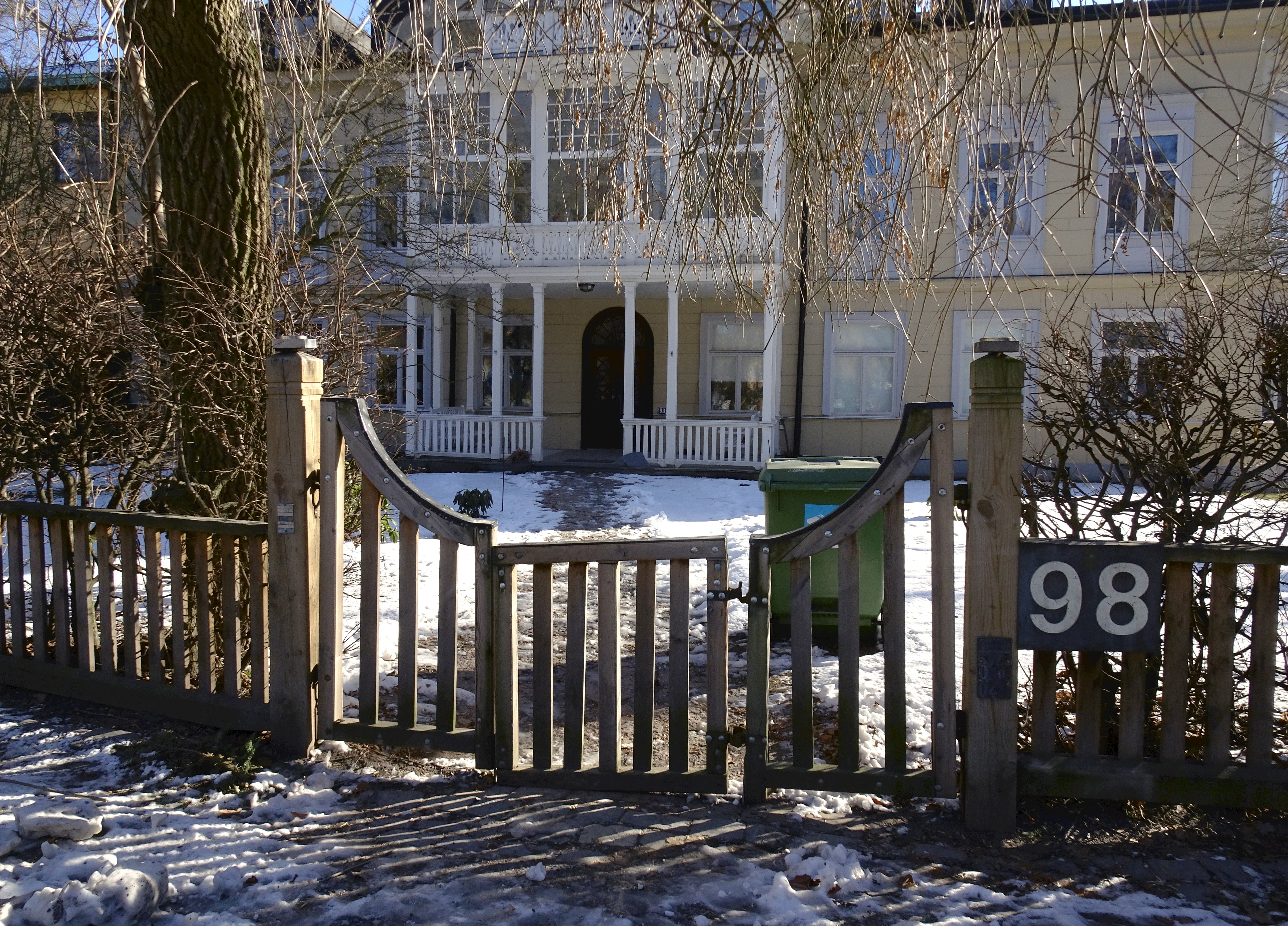
Entrégrinden.
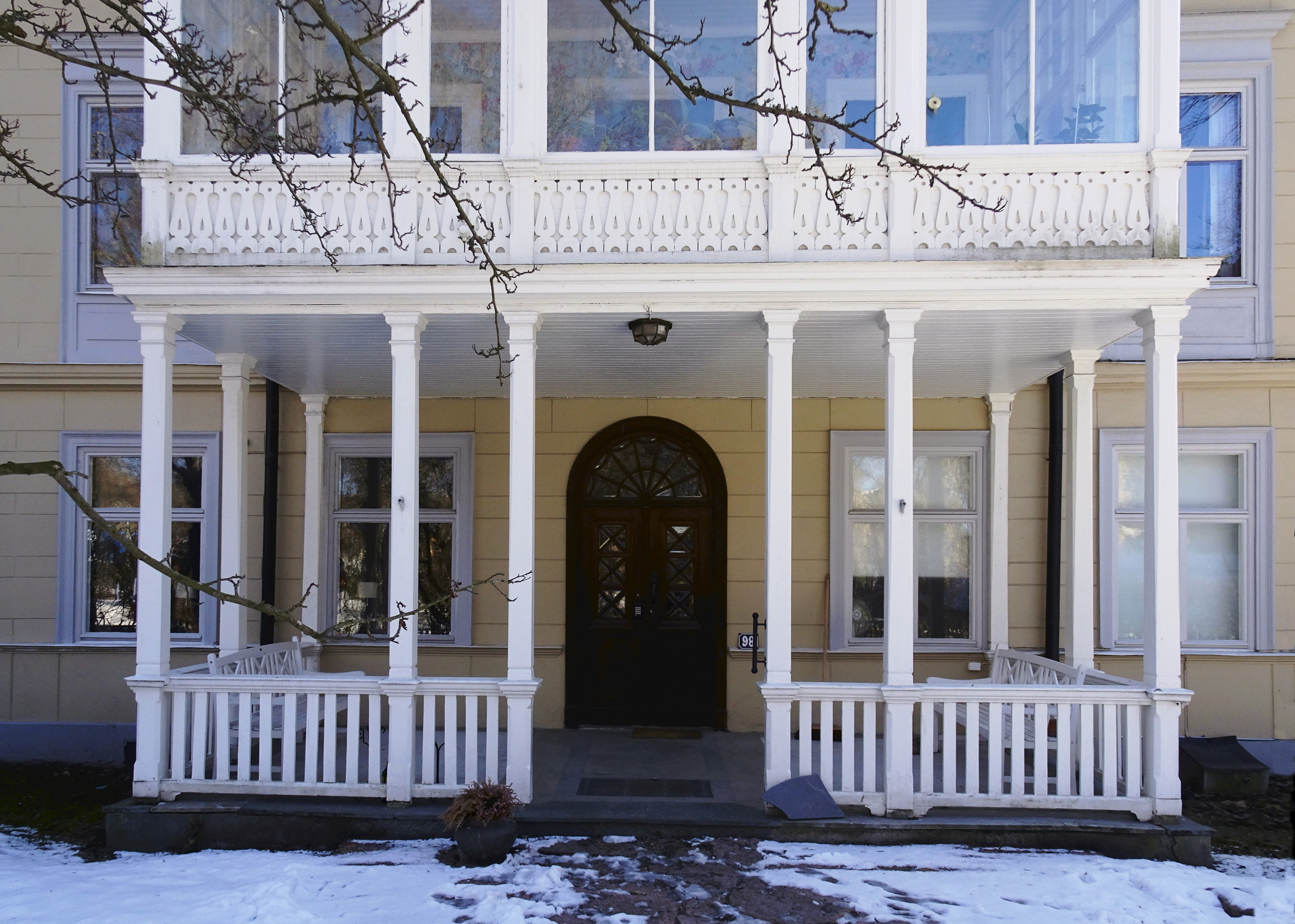
Verandan.
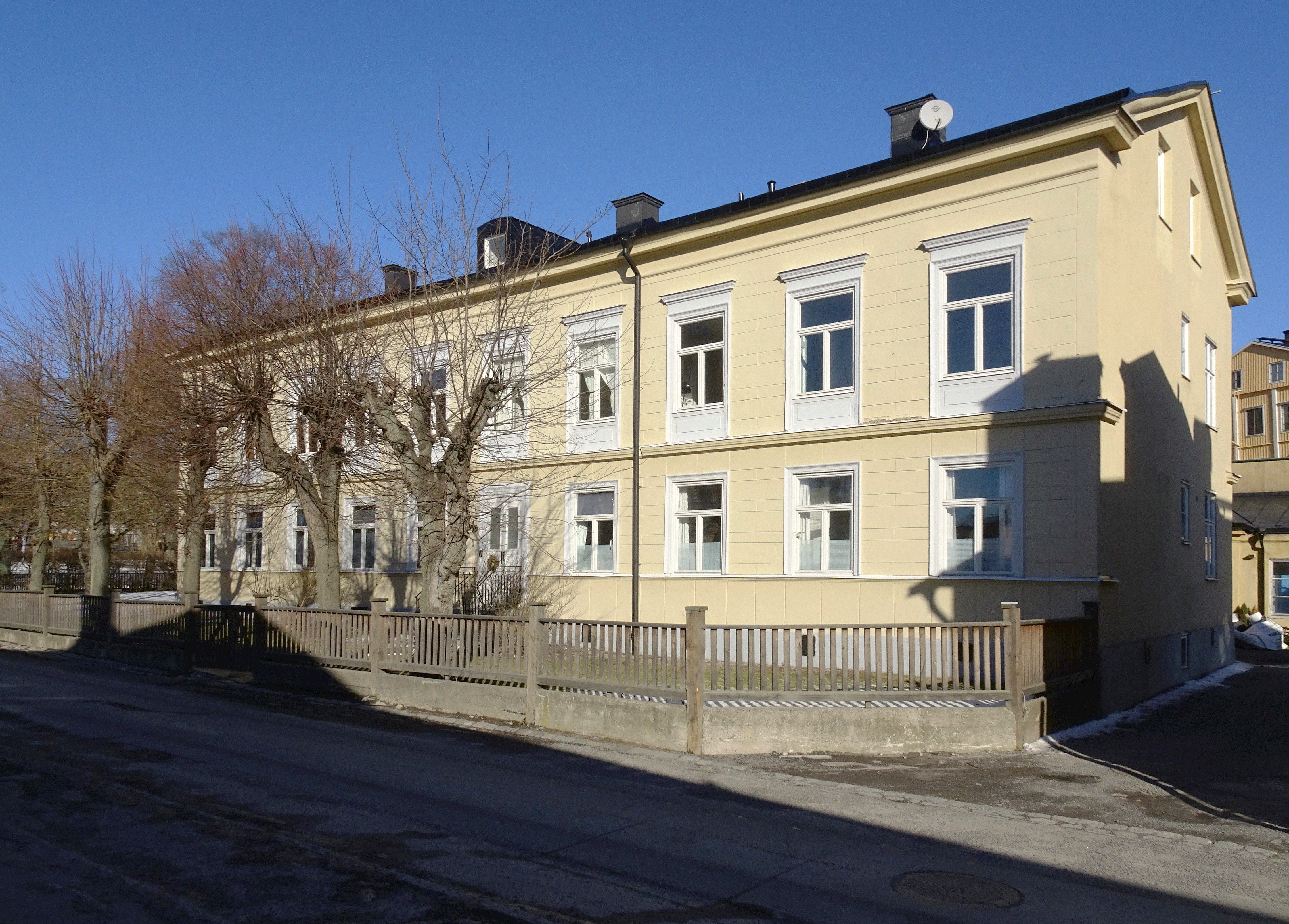
Längan mot Beckholmsvägen.